# Ang Tong
Ang Tong  (1692-1757)  prince Ang Tong ou Ang Tan régent ou roi du Cambodge  de 1747 à  1749 puis de 1756 à 1757  sous le nom de règne de  « Ramathipadi III  ».

## Biographie
Fils de l’éphémère roi Outey Ier  il est proclamé prince héritier dès  mars 1738 par Thommo Reachea III comme représentant de la branche aînée de la famille royale en opposition aux descendants de Ang Nan.
Il  prend le pouvoir comme régent  avec le titre de « Maha Upayuvaraja » pendant  l’interrègne de 1747 à 1749 qui suit le meurtre de Thommo Reachea IV  mais il doit s’enfuir au Siam devant les Vietnamiens qui soutiennent   l’ancien roi  Satha II.
En 1755 après la mort du roi Chey Chettha V il  reprend le pouvoir. Son petit-fils et héritier le futur roi Outey II  s’empare alors du prince Ang Hing l’assassin de Thommo Reachea  IV et de son frère Ang Duong et les fait exécuter.   
Il fait également mettre à mort la veuve de Ang Hing et son fils aîné les autres petit-fils de Thommo Reachea III sont arrêtés ou mis à mort également. 
Le roi Ang Tong doit céder aux Vietnamiens le territoire de « Phsar Dêk » qui devient Sa Dec ainsi que des districts de la province de « Long Hôr » (Vĩnh Long) et de la province de « Meât Chrouk » (Châu Dôc). Ang Tong  meurt à Purchat en 1757.

## Postérité
De son épouse il laisse un fils
- prince Ang Sor (1707-1753)  père du roi  Outey II  et du prince Ang Tan héritier en 1775 exécuté en 1779.